# Rövlan Muradov
Muradov Rövlan Rövşən (ur. 28 marca 1998) – azerski piłkarz grający na pozycji lewego napastnika w klubie Qəbələ FK.

## Kariera juniorska
Muradov grał jako junior w Qəbələ FK (do 2018), na wypożyczeniu w Slavii Praga (2018) i Qarabağu FK (2018).

## Kariera seniorska

### Qəbələ FK
Muradov zadebiutował w barwach Qəbələ FK 11 maja 2019 w meczu z Sumqayıtem FK (przeg. 1:0). Pierwszą bramkę zawodnik ten zdobył 21 września 2019 w zremisowanym 1:1 spotkaniu przeciwko Səbail Baku.

## Kariera reprezentacyjna
| Mecze i gole w reprezentacji | Mecze i gole w reprezentacji | Mecze i gole w reprezentacji | Mecze i gole w reprezentacji | Mecze i gole w reprezentacji | Mecze i gole w reprezentacji | Mecze i gole w reprezentacji | Mecze i gole w reprezentacji              |
| Azerbejdżan U-19             | Azerbejdżan U-19             | Azerbejdżan U-19             | Azerbejdżan U-19             | Azerbejdżan U-19             | Azerbejdżan U-19             | Azerbejdżan U-19             | Azerbejdżan U-19                          |
| Lp.                          | Data                         | Miejsce                      | Gospodarz                    | Gość                         | Wynik                        | Gol                          | Rozgrywki                                 |
| ---------------------------- | ---------------------------- | ---------------------------- | ---------------------------- | ---------------------------- | ---------------------------- | ---------------------------- | ----------------------------------------- |
| 1.                           | 04.10.2016                   | Mariampol                    | Austria U-19                 | Azerbejdżan U-19             | 4:1                          |                              | Mistrzostwa Europy U-19 2017 – eliminacje |
| 2.                           | 06.10.2016                   | Mariampol                    | Bośnia i Hercegowina U-19    | Azerbejdżan U-19             | 2:1                          |                              | Mistrzostwa Europy U-19 2017 – eliminacje |
| 3.                           | 09.10.2016                   | Olita                        | Litwa U-19                   | Azerbejdżan U-19             | 2:0                          | Gol                          | Mistrzostwa Europy U-19 2017 – eliminacje |
| Azerbejdżan U-21             |                              |                              |                              |                              |                              |                              |                                           |
| Lp.                          | Data                         | Miejsce                      | Gospodarz                    | Gość                         | Wynik                        | Gol                          | Rozgrywki                                 |
| 1.                           | 06.06.2019                   | Eschen                       | Liechtenstein U-21           | Azerbejdżan U-21             | 1:0                          |                              | Mistrzostwa Europy U-21 2021 – eliminacje |
| 2.                           | 10.10.2019                   | Calais                       | Francja U-21                 | Azerbejdżan U-21             | 5:0                          |                              | Mistrzostwa Europy U-21 2021 – eliminacje |
| 3.                           | 15.10.2019                   | Sumgait                      | Azerbejdżan U-21             | Szwajcaria U-21              | 0:1                          |                              | Mistrzostwa Europy U-21 2021 – eliminacje |
| 4.                           | 14.11.2019                   | Sumgait                      | Azerbejdżan U-21             | Liechtenstein U-21           | 1:0                          |                              | Mistrzostwa Europy U-21 2021 – eliminacje |
| 5.                           | 19.11.2019                   | Mərdəkan                     | Azerbejdżan U-21             | Ukraina U-21                 | 1:1                          |                              | Mecz towarzyski                           |
| 6.                           | 07.09.2020                   | Mərdəkan                     | Azerbejdżan U-21             | Francja U-21                 | 1:2                          |                              | Mistrzostwa Europy U-21 2021 – eliminacje |
| 7.                           | 08.10.2020                   | Nitra                        | Słowacja U-21                | Azerbejdżan U-21             | 2:1                          |                              | Mistrzostwa Europy U-21 2021 – eliminacje |

## Sukcesy
Sukcesy w karierze klubowej:
- Puchar Azerbejdżanu – 1×, z Qəbələ FK, sezon 2018/2019